# Врхе (Словень Градець)
Врхе (словен. Vrhe) — поселення в общині Словень Градець, Регіон Корошка, Словенія. Висота над рівнем моря: 534,5 м.